# Cantón de Cholet-3
El cantón de Cholet-3 era una división administrativa francesa, que estaba situada en el departamento de Maine y Loira y la región de Países del Loira.

## Composición
El cantón estaba formado por dos comunas, más una fracción de la comuna que le daba su nombre:
- Cholet (fracción)
- La Tessoualle
- Saint-Christophe-du-Bois

## Supresión del cantón de Cholet-3
En aplicación del Decreto n.º 2014-259 de 26 de febrero de 2014, el cantón de Cholet-3 fue suprimido el 22 de marzo de 2015 y sus 3 comunas pasaron a formar parte; una del nuevo cantón de Cholet-2, una del nuevo cantón de Saint-Macaire-en-Mauges y la fracción de la comuna que le daba su nombre se unió con las demás fracciones para que, por medio de una reestructuración cantonal, fueran creados los nuevos cantones de Cholet-1 y Cholet-2.